# Onze-Lieve-Vrouw van Altijddurende Bijstandkerk (Roermond)
De Onze-Lieve-Vrouw van Altijddurende Bijstandkerk was een rooms-katholiek kerkgebouw in Roermond, gelegen aan het Onze-Lieve-Vrouweplein.

## Geschiedenis
Eind jaren '40 van de 20e eeuw werd woningbouw gerealiseerd in de wijk Roermondse Veld. In 1949 werd daarom de parochie van Onze-Lieve-Vrouw van Altijddurende Bijstand opgericht die zich afsplitste van die van het Heilig Hart.
In 1949 kwam een noodkerk tot stand, die in 1960 tot jeugdhuis werd verbouwd. Later werd dit gebouw gesloopt. De definitieve kerk kwam in 1953 gereed. Architect was Jules Kayser.
Het kerkbezoek liep geleidelijk terug, mede gezien de veranderende samenstelling van de bevolking. In 2000 werd de kerk onttrokken aan de eredienst en in 2001 werd het gebouw gesloopt.

## Gebouw
Het betrof een bakstenen pseudobasiliek in wederopbouwarchitectuur met een verhoogde massieve voorgevel die fungeerde als toren, waar bovenop een open betonnen klokkenverdieping werd geplaatst. Verder is er nog een dakruiter met lantaren.